# 增强型通用光盘

EVD標誌

EVD（Enhanced Versatile Disc，中文名稱：增強型多用途光碟、增強型通用光盤、新一代多媒體高清晰影像光盤）。中國為世界最大的DVD播放機生產國，2002年共生產DVD播放機3000萬部，在世界市場佔有率達70%。然而，每生產一部DVD播放機，都需要給索尼、飛利浦、先鋒和LG等持有DVD專利技術廠商支付約20美元的MPEG-2授權費。為避免繳納高昂專利授權費，“北京阜國數字技術有限公司”開發出了具有自主知識產權的EVD標準。到2004年為止，EVD播放機只在中國地區銷售。

## 物理規格
物理規格（physical format），也稱為載體，意指EVD光碟容量大小。EVD光碟的載體即為DVD光碟，容量大小和DVD光碟相同，單面單層4.7GB，單面雙層8.5GB。未來（2006年以後）將可能使用多用途多層光碟（VMD，Versatile MultiLayer Disc），由原主推EVD技術的公司與英國新介質事業有限公司（NMEI，New Medium Enterprises Inc）合作。

## 邏輯規格
邏輯規格（logical format），分為視訊與音訊壓縮技術。
- 視訊壓縮技術，也稱為影像編碼，使用高碼率MPEG2編碼。 畫面解析度可達1920×1080i（容納50分鐘於一張DVD-9光碟上），或1280×720p（容納105分鐘於一張DVD-9光碟上）。未來（2006年以後）將可能使用H.264編碼技術，由原主推EVD技術的公司與意法半導體公司（ST）合作。也可能使用國家數字音影像編解碼技術標準工作組（簡稱AVS標準工作組）的AVS（Audio Video coding Standard）編碼技術，與中國科學院計算機所合作。

- 音訊壓縮技術，也稱為音頻編碼，使用ExAC（簡稱EAC）編碼技術。

## 版權保護機制
EVD採用非常強大，具有自主知识产权的數位水印技術。未來（2006年以後）EVD可能將採用全新的“先進內容存取系統”（或稱高級內容訪問系統）（AACS, Advanced Access Content System) 加密標準，以作為更強大的版權保護技術。

## 主導標準廠商機構
截至2005年12月為止，確定有推出EVD相關產品的廠商為：今典環球、北京阜國數字、新科（Shinco）、上海廣電（SVA）、中凱文化。

## 關於EVD是否具有“中國自主產權”
到2005年12月為止，EVD標準是採用DVD光碟為載體，影像標準是採用改進的MPEG2編碼，音頻標準是採用ExAC編碼。
EVD的載體DVD光碟，最初是在1994年由海外的電子大廠聯合制定的，其制定DVD標準的廠商並無中國廠商在內，可以說DVD光碟本身沒有任何中國電子廠商的技術在內。EVD影像標準是採用“改進的MPEG2編碼”，影像MPEG系列標準亦是由海外的電子、電機廠商、協會聯合制定出來的，也是沒有任何中國電子廠商的技術在內。其官方說法為“改進的MPEG2影像編碼”是由北京阜國數字技術有限公司與美國LSI Logic技術合作、發展而來，而目前EVD碟機內的影像解碼晶片亦由LSI Logic提供，尚無任何一家中國晶片廠商提供解碼晶片。
由以上可知，EVD標準是否真的具有“中國自主產權”，目前還未有真正直接的定論，但某种程度上，EVD具有“中國自主產權”的意義可以解釋為：中國廠商聯合推出EVD標準是中國地區獨有的影音格式，海外的電子、影音大廠商想要在中國地區發行電影、電視劇等等的影片，就必須採用EVD光碟為標準。可以說，若不採用EVD為標準，則海外廠商不可以在中國地區發行電影、電視劇影片。若EVD技術上的權利金沒問題（因為EVD標準有使用海外廠商的技術），則可反過來向海外電子、影音廠商收取權利金。最保守估計，EVD標準也可能使中國廠商不必向國外廠商繳交大量的權利金，或少繳交權利金。此為“非技術性”（硬體與軟體上）的中國自主產權的含義。

## 信息產業部發佈之EVD推薦性標準文件

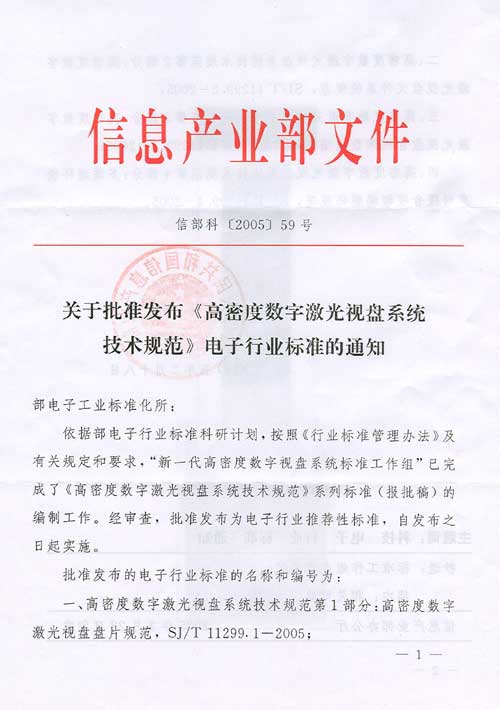
EVD推薦性標準文件（正面）

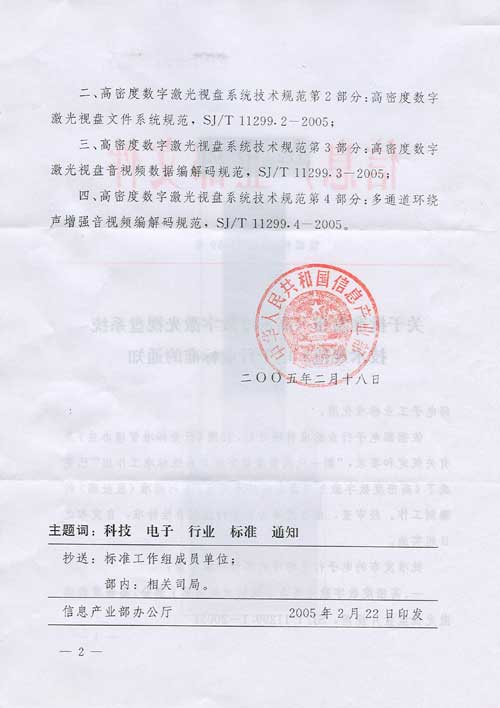
EVD推薦性標準文件（背面）

2005年2月22日，中華人民共和國信息產業部發佈《高密度數字激光視盤系統技術規範》電子行業標準的通知，將EVD確定為電子行業推薦性標準。
此《高密度激光視盤系統技術規範》共由四部分組成：“第一部分：高密度激光視盤盤片規範”、“第二部分：高密度激光視盤文件系統規範”、“第三部分：高密度激光視盤音視數據編碼規範”和“第四部分：多通道環繞聲增強音頻編碼規範”，見附圖。

## 大記事
- 1999年，新科、上海廣電等企業聯合成立EVD技術開發公司—北京阜國數字技術有限公司。
- 2003年11月，上海廣電、新科、夏新、長虹等9大生產商聯合成立“中國EVD聯盟”，2004年元旦推出首台EVD碟機。具有中國自主知識產權的EVD播放機在11月18日上市。
- 2004年7月，今典投資集團有限公司與北京阜國數字技術有限公司共同投資設立今典環球數字技術有限公司，進一歩加快EVD產業化。
- 2005年2月23日，中國信息產業部發佈「關於批准發佈《高密度數字激光視盤系統技術規範》電子行業標準的通知」，將EVD確定為「電子行業推薦性標準」。
- 2005年7月2日，主推EVD標準的北京阜國數字技術有限公司，與晶片製造商意法半導體公司（ST）於青島舉辦的中國國際消費電子展上共同聲明，將開發下一代使用H.264影像編碼技術的EVD標準。
- 2005年9月8日，主推EVD標準的北京阜國數字技術有限公司，與英國新介質事業有限公司（NMEI，New Medium Enterprises Inc）合作，將開發下一代基於VMD光碟技術的EVD標準。
- 2005年9月26日，國家數字音影像編解碼技術標準工作組（簡稱AVS標準工作組）的中國科學院計算機所，與新一代高密度數字視盤系統標準工作組（簡稱EVD標準工作組）的北京阜國數字簽訂合作協議，實現標準、技術互補，將開發下一代基於AVS影像編碼的EVD標準。
- 2005年10月29日，北京盛世龍田公司推出PC專用EVD播放軟體“影海風雷EVD播放器”，為非正式測試版。截止2005年12月10日為止，盛世龍田公司尚未推出正式版本的EVD播放器。
- 2005年11月29日，EVD標準主導廠之一北京阜國數字技術有限公司與英國新介質事業有限公司（NMEI, New Medium Enterprises Inc）簽署股權交換協議，之後即引來一陣宣然大波，話題圍繞著：中國標準是否被英國買走、阜國數字是否賣國標求資金、NMEI發展的VMD光盤是否能彌補目前EVD技術的不足、今典環球與阜國數字合作關係是否破裂、股權交易內幕是否為個人私利，以上話題至今尚未有定論。
- 2005年12月11日，北京今典環球宣佈將對EVD標準進行加密升級，將對往後新推出的EVD高清電影採用全新的AACS(Advanced Access Content System) 加密標準，此新的加密標準可以對光碟內容作出更佳的防盜版保護。今典環球將改採AACS加密標準的原因是： EVD標準主導廠商之一阜國數字另外授權北京盛世龍田公司開發EVD的專用PC播放軟體，此舉令北京今典環球總裁張寶全認為這將使原先EVD防盜版技術遭到人為破解，或技術外流。新科電子副總裁樊文建在今典環球12月11日上發佈會上明確表態支持北京今典環球改採AACS加密演算法的策略。但據國外消息指出AACS加密標准預計到2006年1月才能完成全部標準制定，即現階段尚無正式AACS加密標準使用於任何產品之止。

## 外部連結
- 中凱文化 （页面存档备份，存于）（簡體中文）
- LSI Logic Corporation （页面存档备份，存于）（英文）
- 存儲時代（簡體中文）